# 5961 Watt
Az 5961 Watt (ideiglenes jelölés 1989 YH1) a Naprendszer kisbolygóövében található aszteroida. Robert H. McNaught fedezte fel 1989. december 30-án.